# Halifax Crescents
Halifax Crescents byl profesionální (později amatérský) kanadský klub ledního hokeje, který sídlil v Halifaxu v provincii Nové Skotsko. V letech 1911–1914 působil v profesionální soutěži Maritime Professional Hockey League. Naposledy působil v amatérské soutěži Maritime Senior Hockey League. Zanikl v roce 1948. V roce 1900 se Crescents zúčastnily exhibičního zápasu o Stanley Cup, ve kterém podlehly Montrealu Shamrocks.